# فتح‌آباد (کوهبنان)
فتح‌آباد (کوهبنان)، روستایی از توابع بخش مرکزی شهرستان کوهبنان در استان کرمان ایران است.

## جمعیت
این روستا در دهستان خرم‌دشت (کوهبنان) قرار دارد و براساس سرشماری مرکز آمار ایران در سال ۱۳۸۵، جمعیت آن ۱۲۰ نفر (۲۸خانوار) بوده‌است.